# Julius Zeitler

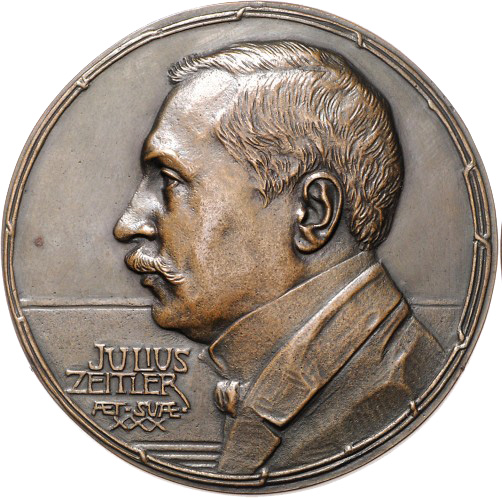
Julius Zeitler auf einer Bronzemedaille von Paul Sturm

Julius Zeitler (* 10. September 1874 in Kulmbach; † 15. Januar 1943 in Leipzig), Pseudonym Robert Rehlen, war ein deutscher Philosoph, Schriftsteller, Literaturhistoriker, Bibliothekar, Verleger und Übersetzer.

## Leben
Julius Zeitler wurde 1874 in Kulmbach als Sohn eines Kaufmanns geboren. Sein Studium in Kunstgeschichte und Philosophie führte ihn über München und Berlin nach Leipzig, wo er mit einer Untersuchung über diagonales Lesen zum Dr. phil promoviert wurde.
Nach seinem Studium arbeitete Zeitler zunächst als Verlagsredakteur bei dem Verlag Hermann Seemann Nachf. Darüber hinaus publizierte er als freier Schriftsteller Abhandlungen über Nietzsche und Taine und fertigte Übersetzungen kulturgeschichtlich relevanter Werke der Renaissance und des Rokoko an.

### Verlag Julius Zeitler
Zeitler zählt zur Gruppe der Individualverleger der Buchkunstbewegung und trug früh zur Erneuerung der deutschen Buchkunst bei. Bereits 1904 gründete er unter eigenem Namen einen Verlag in Leipzig, in dem er mit geringen finanziellen Mitteln versuchte, seine Vorstellungen von Literatur und Buchkunst zu verwirklichen. Im Verlag Julius Zeitler, Leipzig erschien unter anderem die von Franz Blei herausgegebene Zeitschrift Die Opale – Blätter für Kunst und Literatur, die sich vornehmlich mit Erotica befasste und in 225 Exemplaren für Subskribenten erschien. Bei einem Gerichtsverfahren wegen Verbreitung pornographischer Werke vor dem Münchener Landesgericht wurden der Verleger und sein Herausgeber 1908 freigesprochen. Zeitler konnte seinen Verlag bis 1912 halten und veräußerte ihn dann mit sämtlichen Rechten an den Verleger Kurt Wolff.

### Tempel Verlag
Gemeinsam mit den Verlegern Hans von Weber, Eugen Diederichs und Samuel Fischer, dem Schriftgießer Georg Hartmann und dem Drucker und Verleger Carl Ernst Poeschel gründete Julius Zeitler 1909 den Tempel Verlag. Das Ziel des Verlagsverbands bestand in der Herausgabe deutscher Klassiker in ästhetisch und handwerklich hochwertiger Ausführung. Neben Werkausgaben von Goethe, Schiller und Lessing, bei denen Zeitler als Mitherausgeber auftrat, verantwortete er als alleiniger Herausgeber einen Band Verbrechergeschichten mit Erzählungen von Kleist, Schiller, Hebbel, Heine, Hoffmann, Eichendorff, Arnim und Droste-Hülshoff (1924).

### Lehrtätigkeit
Von 1916 bis 1939 war Zeitler Professor an der Akademie für graphische Künste und Buchgewerbe in Leipzig, für die er ferner als Bibliothekar tätig war. 1920 erhielt er zusätzlich einen Lehrauftrag für Werbekunst und Reklametechnik an der Leipziger Handelshochschule. Er war darüber hinaus ein äußerst produktiver Autor und schrieb zahlreiche Beiträge zu literaturgeschichtlichen, buchkünstlerischen und bibliophilen Themen. Julius Zeitler starb 1943 in Leipzig.